# Опсада Магдебурга (1631)
Опсада Магдебурга (1631) била је једна од најкрвавијих битака у трећој, шведској фази тридесетогодишњег рата (1630-1635). Као протестантско упориште и главни ослонац шведског краља Густава II Адолфа у Немачкој, Магдебург је у тридесетогодишњем рату опседан од снага Католичке лиге два пута: неуспешно 1626. и поново 1631. У другој опсади, савладавши снажан отпор становништва Магдебурга, командант снага Католичке лиге Јохан Тили заузео је град  20. маја 1631, опљачкао га и већим делом спалио.

## Позадина
Основан око 805, Магдебург је већ од 12. века постао важан трговачки град и члан Ханзе, а од средине 16. века снажно упориште реформације. Магдебург је у почетној фази шведског периода тридесетогодишњег рата (1630-1635) био главни ослонац шведског краља Густава II Адолфа у Немачкој.
Победа шпанских и аустријских Хабсбурговаца и Католичке лиге у данском периоду тридесетогодишњег рата (1625-1629) и избијање царских трупа на јужну обалу Балтичког мора довело је до формирања нове антихабсбуршке коалиције, чији су главни носиоци били Француска и Шведска, које су и формално склопиле савез 13. јануара 1631: Густав II Адолф се обавезао да уђе са војском у Немачку, док се Луј XIII обавезао да сноси трошкове операција. Још пре тога шведски краљ се у јуну 1630. искрцао у северну Немачку и до краја 1630 заузео целу Померанију и Мекленбург, створивши тако основицу за даље операције на југ и запад.

## Опсада
Крајем јануара 1631. почео је обострани покрет трупа. Густав Адолф кренуо је на Лабу, док је Тили, командант свих царских трупа и Католичке лиге, кренуо од Франфурта на Одри на запад. Пошто је заузео протестантски Бранденбург и уништио у њему сав шведски гарнизон, пошао је ка Магдебургу, већ опседнутом од царског генерала Готфрида Папенхајма. Покушај Густава Адолфа да наметне Тилију одсудну битку није успео. Чак ни његово изненадно освајање Франкфурта на Одри (13. априла 1631) није утицало на Тилија да прекине опсаду. Тили се прикључио Папенхајму и удруженим снагама (око 22.000 пешака и 3.000 коњаника, са 86 тешких топова) савладали су жилав отпор становника Магдебурга и ноћу 20. маја освојили град, опљачкали га и спалили.

## Последице
О паду Магдебурга, гроф Папенхајм, вођа нападача, јавио је писмом цару: 

Верујем да је страдало преко двадесет хиљада душа. Сигурно је да страшније дело и божија казна није виђена још од пада Јерусалима. Сви наши војници обогатили су се. Бог је с нама.

Пад Магдебурга и покољ протестантског становништва изазвали су револт у протестантским државама Немачке. Непосредно после опсаде изборни кнезови Бранденбурга и Саксоније пришли су Густаву Адолфу,  који је већ 28. јула потукао Тилија у бици код Вербена на Лаби.